# Radenzgau
Der Radenzgau war eine mittelalterliche Gaugrafschaft, die im 8. Jahrhundert von den Karolingern aus dem Volkfeld herausgelöst wurde.

## Lage

Der Radenzgau (Ratenzgowe) auf einer Karte aus Droysens Allgemeinem Historischem Handatlas

Der Radenzgau deckt sich im Wesentlichen mit dem heutigen Regierungsbezirk Oberfranken, allerdings fehlten Bamberg sowie Teile des Steigerwalds, des Fichtelgebirges und des Vogtlands. Im Süden bildeten die Flüsse Regnitz, die südliche fränkische Schwabach und Pegnitz seine natürlichen Grenzen; hier stößt er an den Nordgau.

## Grafen
Grafen im Radenzgau waren:
- Berthold von Schweinfurt, † 15. Januar 980, 941 Graf, 960 Graf im Radenzgau, 961 Graf an der unteren Naab, 973 Graf im Volkfeld, 976 Markgraf, 980 Graf im östlichen Franken (Babenberger, Schweinfurt (Adelsgeschlecht))
- Heinrich von Schweinfurt, † 18. September 1017, Sohn Bertholds, 981 Graf an der unteren Naab, 983 Graf an der unteren Altmühl, 994 Markgraf auf dem bayerischen Nordgau und 1002 Graf im Radenzgau.

Nach dem Sturz Heinrichs 1003 bildeten die Königshöfe im Rangau, Volkfeld und Radenzgau den Kern des Besitzes des neu gegründeten Bistums Bamberg.
- Poppo I. von Andechs (* um 1123; † (10./11.) Dezember 1148), Graf von Andechs (1137), Graf von Krain (1131), Graf von Giech (1139), Graf von Plassenburg (1142), Graf im Radenzgau (1143–1148)
- Berthold III. von Andechs, Bruder Poppos, Juni 1149 comitatus Perhtoldi comitis in Retenzgowe[1]